# Greatest Hits (Jason Donovan-album, 2006)
A Greatest Hits című válogatás az ausztrál Jason Donovan 2006. december 4-én megjelent válogatásalbuma, mely tartalmazza az összes Stock Aitken Waterman által írt dalokat, valamint legutóbbi All Around the World című 3. stúdióalbumáról is kerültek fel dalok a lemezre. Ezen a válogatásalbumon szerepel először az Any Dream Will Do című dal, mely az Egyesült Királyság kislemezlistáján az 1. helyezett volt, és mellesleg a József és a színes szélesvásznú álomkabát című musical egyik betétdala, melyben maga Donovan is szerepelt. Az album megjelenése egybeesett Donovan Celeb vagyok, ments ki innen című szereplésével.
A lemezt az EMI kiadó adta ki, aki a PWL kiadóval egyeztetett az album kiadásával kapcsolatban. Az album maga több No1 kislemez slágert is tartalmaz, az album csupán a 80. helyig jutott az albumlistán. Donovan a The Greatest Hits Tour keretében vállalta az album népszerűsítését.

## Az album dalainak listája
CD  Egyesült Királyság EMI – 0094638511229 
1. "Every Day (I Love You More)"
2. "Especially for You" (Duett Kylie Minogue-gal)
3. "Sealed With a Kiss"
4. "Any Dream Will Do"
5. "When You Come Back to Me"
6. "Nothing Can Divide Us"
7. "Rhythm of the Rain"
8. "Hang On to Your Love"
9. "Happy Together"
10. "I'm Doing Fine"
11. "Another Night"
12. "R.S.V.P."